# モリー・イフラム
モリー・イフラム（Molly Ephraim、1986年5月22日 - ）は、アメリカ合衆国の女優。

## 出演作品
映画
- パラノーマル・アクティビティ/呪いの印
- パラノーマル・アクティビティ2
- ロード・トリップ パパは誰にも止められない!（ウェンディ・グリーンハット）
- フロントランナー

テレビドラマ
- 救命医ハンク セレブ診療ファイル